# Torne älv
Der Torne älv [ˈtɔˌɳə ɛlv] auch Torneälv oder Torneälven (schwedisch) bzw. Tornionjoki [ˈtɔrniɔnjɔki] (finnisch) ist ein 410 km langer Fluss in Lappland. 
Er ist bekannt als Abfluss des Torneträsk, eines großen Sees im schwedisch-norwegischen Grenzgebirge in Lappland.

## Quellgebiet
Hydrologisch bildet der größte Zufluss des Torneträsk den Oberlauf des Stromes. Im Sinne der längsten Flussstrecke entspringt der Torne älv 1189 m über dem Meer aus einem kleinen Gletscher in Norwegen, 0,3 km westlich der schwedischen Grenze). Nach etwa 3 km mündet der Gletscherbach knapp unterhalb des norwegischen Sees Válfojávri (1009 m über dem Meer in Norwegen, ca. 1 km westlich der schwedischen Grenze) in den Válfojohka, Hauptzufluss des schwedischen Sees Gamajávri (610 m über dem Meer).
Dessen Abfluss Gamaeatnu (schwedisch Kamajåkka) ist Hauptzufluss des Sees Ábeskojávri (schwedisch Abiskojaure (488 m über dem Meer),
dessen Abfluss Ábeskoeatnu (Abiskojåkka) Hauptzufluss des Sees Duortnosjárvi (schwedisch Torneträsk, 341 m über dem Meer). Die Gewässerstrecke von der Quelle bis zur Einmündung in den Torneträsk beträgt 45 km, die durch den Torneträsk 55,5 km.

## Verlauf
Im Anschluss an den Torneträsk durchfließt der Torne älv noch eine Reihe kleinerer Seen, den Jiekajärvi, den Alajärvi, den Váhkujárvi und den Nuorajärvi, bevor er die Orte Kurravaara, Laxforsen und Jukkasjärvi (samisch: Čohkkiras) erreicht, die zur Gemeinde Kiruna gehören. In den Unterlauf mündet auf Höhe der Stadt Pajala der Muonio älv/Muonionjoki. Von dort durchfließt der Torne älv/Tornionjoki als Grenzfluss zwischen Schweden und Finnland das Tornedalen und mündet bei Haparanda und Tornio in den Bottnischen Meerbusen, den nördlichsten Teil der Ostsee.
Auf Höhe von Junosuando rund 150 km vor seiner Mündung teilen sich die Wasser des Flusses in einer Bifurkation. Der östliche der so entstandenen Flussarme behält den Namen Torne älv, während der westliche den Namen Tärendöälven (finnisch Tärennönjoki) trägt. Der Tärendöälven mündet nach einer Länge von 52 km in den Kalixälven.

## Namensdeutung
Der Name des Flusses stammt aus dem Häme-Dialekt der finnischen Siedler, die sich ab dem 9. Jahrhundert n. Chr. an seinem Unterlauf niederließen, und leitet sich von tornio, einem alten Wort für „Speer“ ab, welches seinerseits eine frühe skandinavische Entlehnung ist.

## Besonderheiten
Aus dem Eis des Torne Älv wird jeden Winter in Jukkasjärvi in Nordschweden ein Eishotel errichtet. Die Eisblöcke werden zudem weltweit exportiert und für diverse Events verwendet, insbesondere für die Icebars des Spirituosenherstellers Absolut Vodka in mehreren europäischen Städten sowie in Shanghai und Tokio.
Kurz vor der Mündung quert in Verlängerung der Bahnstrecke Boden–Haparanda die Eisenbahnbrücke über den Torne älv, die ein Vierschienengleis in Normalspur und finnischer Breitspur trägt, den Fluss.